# Vijanera

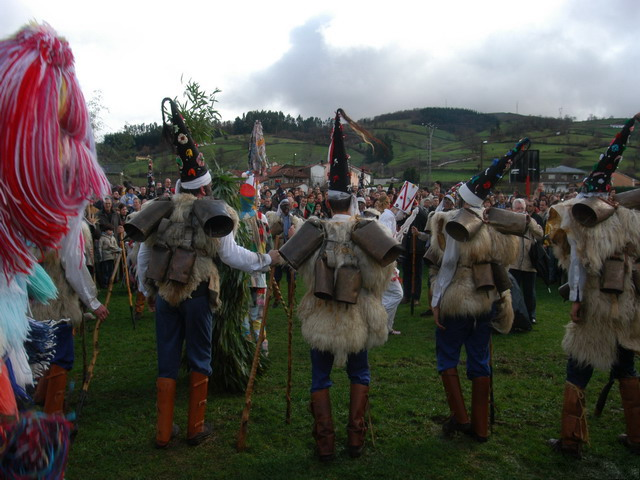
Die Zarramacos singen Spottgedichte

Die Vijanera ist ein Winterkarneval in den kantabrischen Tälern von Iguña, Anievas, Cieza und Toranzo. Überlebt hat es nur in Silió dank dem Kulturverein Bígaro, der 1982 diese Tradition wieder ins Leben gerufen hat, und dem Kulturverein der „Freunde der Vijanera“, der nachträglich diese Verantwortung übernommen hat. Die Vijanera wird immer am ersten Januarsonntag gefeiert, es sei denn, dieser fällt auf den Neujahrstag.

## Ursprung
Eine der Theorien bringt die Vijanera mit dem keltischen Ritus der Wintersonnenwende in Verbindung. Andere weisen auf die „Kalendae Ianuarii“ hin, die römischen Feierlichkeiten zu Ehren des Gottes Ianus (Sp. Jano), Gott des Anfangs und des Endes, der Ein- und Ausgänge, der Türen und der Tore, der die Zukunft vorhersagen und ein gutes Ende versichern kann. Häufig wird er mit einem Doppelgesicht dargestellt, das zwei Jahre symbolisiert, das Gute und das Böse… Er ist ebenfalls der Schutzpatron der Herden und gibt dem über dem Tal gelegenen 1288 m hohen Berg seinen Namen. Schon im vergangenen Jahrhundert wurden Verbote wie das im Dorf Arenas verkündet: „… hiermit wird das, was in den Ortschaften dieses Bezirks Viejenera mit Tierfellen und Kuhglocken genannt wird, streng verboten, weil es zu einem zivilisierten Land nicht gehört…“.

## Merkmale
- Die Erscheinung von Tiergestalten weist auf das Alter des Festes hin, da es ähnliche Figuren in den Höhlenmalereien von Altamira und Hornos de la Peña gibt
- Der Kampf zwischen dem Guten und dem Bösen, der mit der Austreibung der bösen Geister endet.
- Der Dualismus zwischen Alt und Neu, zwischen dem vergangenen Jahr und der Hoffnung, dass das neue besser wird.
- Die Reichen im Gegensatz zu den Armen.
- Soziale Kritik durch Spottgedichte über die Ereignisse des Jahres.
- Wein oder der heimische Schnaps (Orujo) helfen, schneller in Trance zu kommen. Dieses „Aufwärmungsritual“ wird als „tomar la parva“ bezeichnet.
- Es wird behauptet, dass einige Festrituale eigentlich Fruchtbarkeitsriten darstellen. Die Frauen werden mit Schlamm beschmiert oder zum Essen eingeladen, um Bindungen und Ehebande aufzubauen.
- Obwohl die Frauen an der Inszenierung nicht beteiligt sind, sind sie durch die reichhaltigen weiblichen Figuren symbolisch präsent, was höchstwahrscheinlich römischer Tradition entstammt.
- Die eigene Gruppe wird vom Fremden durch die Verstärkung der Außengrenzen abgetrennt. Das macht die Existenz einer soziokulturellen Identität offensichtlich.
- Die Überlebenssicherung der Gruppe wird entweder durch die Verteidigung der Grenzen und Felder oder durch die symbolische Vernichtung des gefährlichsten Raubtieres der Region gewährleistet.

## Ähnliche  Feste
Weitere Winterkarnevale werden jährlich in anderen Regionen Europas gefeiert:
Europa:
Schweiz,
Thrakien (Balkan),
Französisches Baskenland…
Spanien:
Hervorragend sind die Karnevale in Ituren und Zubieta (Navarra),
die Zamarrones, Guirrios bzw. Sidros in Lena und Siero (Asturien),
die Peliqueiros (Galicien)…
Kantabrien:
Obwohl viele Vijaneras schon verloren sind, finden wir noch Zamarrones in Polaciones und Carabeos in Valdeprado del Río, die den Danzarines Blancos entsprechen.
Keine dieser Veranstaltungen aber ist so reich an Figuren und Symbolik wie die Vijanera.

## Figuren

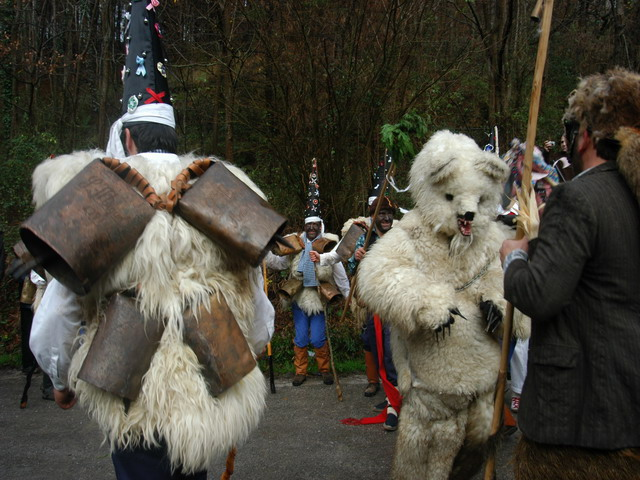
Der Bär von der Vijanera

Danzarines blancos (weiße Tänzer): Sie führen den Umzug. Sie sind weiß angezogen mit roter Schärpe und Schellen um die Taille, die bei jedem Sprung klingeln.
Danzarines negros (schwarze Tänzer): Der Zorromoco ist mit einem Sack bekleidet, der mit „Garabojos“ verziert ist. Er tanzt die ganze Zeit und muss das Horn blasen, um den Krieg oder den Frieden aufzufordern. Es gibt einen weiteren schwarzen Tänzer, der kleine Kuhglocken trägt.
Saquero (Mann mit Sack): Er muss die Kollekte einsammeln. Er läuft am Anfang des Umzugs in zerrissener Kleidung herum mit einem Sack über der Schulter.
Zarramacos: Sie sind sehr auffällig. Sie tragen Schafsfelle. Auf dem Kopf, mit einem Tuch festgebunden, tragen sie eine spitze schwarze Mütze voller Schellen, Blumen und gekrönt von Pferdehaaren. Sie tragen Kuhglocken – in der Regel 8 vorne und 4 hinten – deren Klang die bösen Geister vertreiben soll. Insgesamt sind es zwischen 15 und 20 Männer und Burschen.
La zorra (die Füchsin): Sie trägt einen bunten Flicken-Mantel. Ihre Maske stellt eine Fuchsschnauze dar. Sie und der Bär werden mit dem Bösen identifiziert.
El zorrocloco: Er hat Kopf und Brust mit Fell bedeckt. Er ist mit einer Jacke und Frauenstrümpfen bekleidet und trägt manchmal Hühnereier in einem Korb.
Oso y amo (Bär und Herr): Der Bär symbolisiert das Böse. Bei Vollmond ging er in seine Höhle und befreite die Seelen der Verstorbenen, was zu einem längeren Winter führte. Bei Neumond verließ er sie wieder. Daher schwärzen der Herr und die Zamarracos ihre Gesichter, bevor sie den Bären aus der Höhle holen, damit er so wenig Klarheit wie möglich wahrnimmt.
Gorilonas y húngaro (Gorillas und Ungar): Der kleine und der große Gorilla werden von ungarisch gekleideten Männern geführt, die sie immer wieder zum Tanzen zwingen, was die Zuschauer mit Beifall belohnen.
Viejo y vieja (Altes Paar): Sie verkörpern den Lauf der Zeit. Sie tragen manchmal ein neugeborenes Kind auf den Rücken. Ihre Kleidung steht im Gegensatz zu den weißen Figuren.
Madama, Mancebo und Marquesito(Braut, Bräutigam und kleiner Marquis): Sie trägt ein weißes Kleid und er einen schwarzen Anzug und Zylinder. Der kleine Marquis ist ein kleines Kind mit Napoleonhut. „Los guapos“ (die Hübsche) ist in weiß gekleidet mit jeder Menge Bordüren und Stoffen bester Qualität.
La Pepa: Ein junger Mann mit maskiertem Gesicht, der symbolisch auf einer alten Frau reitet.
Bruja y zíngara (Hexe und Zigeunerin): Beide tragen Masken. Die erste verkörpert das Böse und die letzte kann die Zukunft vorhersagen.

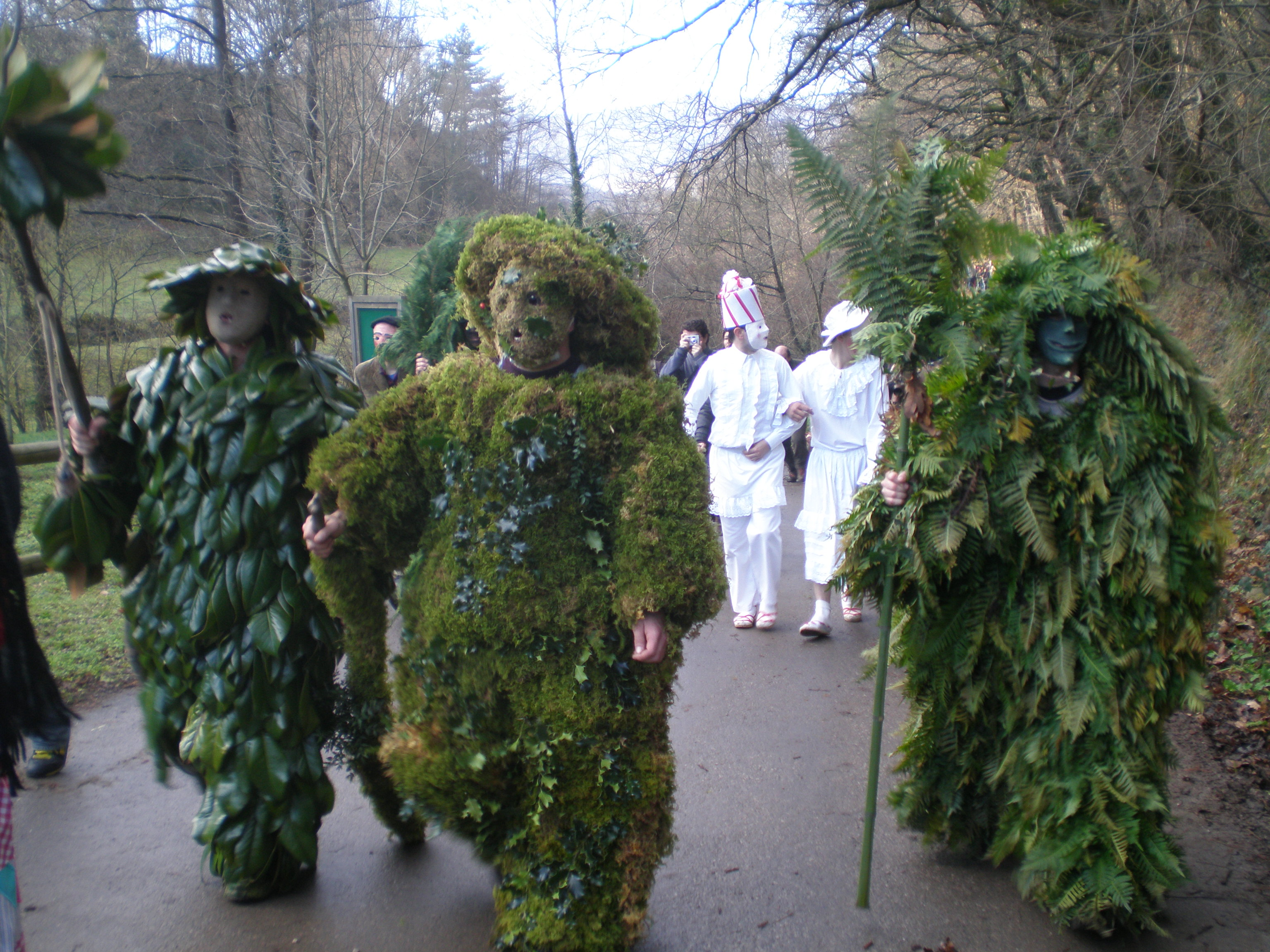
Die Trapajones

Preñá y marido (Schwangere und Ehemann): Zusammen mit dem Arzt und den Krankenpflegern sind sie für die Geburt zuständig. Die Schwangere wirft jedes Jahr ein Tier – zum Beispiel ein Huhn.
Trapajeros: Sie gehen in Lumpen mit Maske und einem Stab, mit dem sie in die Pfützen hauen, um die Zuschauer so mit Lehm zu bespritzen. Insgesamt sind sie zwischen 5 und 10.
Trapajones: Maiskolben, Ähren, Hirse… Diese Masken umfassen alle Verkleidungen aus natürlichen Elementen wie Moos, Farn, Efeu, Stroh, Baumblätter, Rinde…
Berufe: Arzt und Krankenpfleger, Zahnklempner, Fotograf, Schleifer, Guardias Civiles … Alle üben unterschiedliche soziale Funktionen aus.
Weitere Figuren: Auswanderer, Ritter und Knecht, Giralda, Zigeuner… Jedes Jahr werden neue erfunden, um die Behörden – Bürgermeister, Kirche usw. – zu parodieren.

## Ablauf
Vor-Woche: Während der Vorwoche, besonders am Vorabend des Festes, werden die Kuhglocken mit feuchten Seilen sorgfältig angebunden. Ebenfalls gibt man den „Trapajones“ den letzten Schliff, da sie normalerweise aus leicht verderblichen Naturmaterialien bestehen.
Am Festtag selbst machen sich die Jüngsten um 6 oder 7 Uhr mit dem Ritus vertraut. Sie verkünden durch das Schlagen ihrer umgebundenen Glocken im ganzen Dorf, dass heute ein besonderer Tag ist.
Am späten Vormittag macht sich eine Gruppe auf den Weg zum Colina-Park, wo die Bestien (Bär und Gorillas) ergriffen werden. Dann geht es durch das Dorf zurück zur Grenze mit dem Nachbardorf Molledo (Viertel Santián). Dort wird den Nachbarn Frieden oder Krieg erklärt und auf die Antwort der anderen Vijanera gewartet. Frieden lautet heute immer die Antwort. Anschließend kehrt man auf das Gelände vor der Schule zurück, wo Spottgedichte vorgelesen werden und die Geburt der Schwangeren über die Bühne geht. Zum Schluss wird der Bär auf dem Kirchplatz getötet. Mit der Kollekte feiert man dann ein Festessen, das sich bis in die Nacht streckt.

Glockenschläger:
Uhrzeit: 7.00
Bedeutung: Die Jüngsten machen sich zum ersten Mal mit dem Ritus vertraut, indem sie verkünden, dass es ein besonderer Tag ist.
Auf die Plätze:
Uhrzeit: 11.00
Bedeutung: Die Teilnehmer treffen sich an einem Punkt, um gemeinsam den Bären jagen zu gehen.
Verteidigung der Linie:
Uhrzeit: 12.30
Bedeutung: Man geht bis an die Grenze zum Nachbardorf, wo früher eine andere Vijanera wartete. Man erklärt ihnen Krieg oder Frieden – heute immer Frieden.
Spottgedichte:
Uhrzeit: 13.30
Bedeutung: Satirische Gedichte zu den Ereignissen des Jahres.
Geburt der Schwangeren:
Uhrzeit: 14.00
Bedeutung: Mit der Geburt eines Tieres fängt ein neues Jahr an.
Bärentod:
Uhrzeit: 14.15
Bedeutung: Der Bär wird von den Männern eingekreist und getötet.
Festessen:
Uhrzeit: 14.30
Bedeutung: Mit der Kollekte wird das Festessen finanziert. Die Zamarracos sind unterdessen bereit, dem Dorf ihre Kraft zu zeigen.